# Distrikt Suyo
Der Distrikt Suyo liegt in der Provinz Ayabaca in der Region Piura in Nordwest-Peru. Der Distrikt wurde am 2. Januar 1857 gegründet. Er hat eine Fläche von 1067 km². Beim Zensus 2017 lebten 11.801 Einwohner im Distrikt. Im Jahr 1993 betrug die Einwohnerzahl 11.051, im Jahr 2007 11.951. Verwaltungssitz ist die 402 m hoch gelegene Ortschaft Suyo mit 1104 Einwohnern (Stand 2017). Suyo liegt 35 km westnordwestlich der Provinzhauptstadt Ayabaca.

## Geographische Lage
Der Distrikt Suyo liegt in der peruanischen Westkordillere. Er erstreckt sich über den Nordwesten der Provinz Ayabaca. Die Flüsse Río Calvas und Río Macará verlaufen entlang der Grenze zu Ecuador nach Westen. Der Río Quiroz, linker Nebenfluss des Río Chira, durchquert den Südwesten des Distrikts.
Der Distrikt Suyo grenzt im Westen an den Distrikt Lancones (Provinz Sullana), im Norden an Ecuador, im Osten an den Distrikt Jililí, im Südosten an den Distrikt Montero, im Süden an den Distrikt Paimas sowie im Südwesten an den Distrikt Las Lomas (Provinz Piura).

## Ortschaften
Im Distrikt gibt es neben dem Hauptort Suyo folgende größere Ortschaften:
- Aterrizaje
- Cachaquito
- Canoas
- Chirinos
- Cucuyas
- La Copa
- La Tina
- Nueva Esperanza
- Pico de Loro
- Puente Internacional
- Puente Quiroz
- Quebrada Seca
- Santa Ana
- Santa Rosa
- Sarayuyo
- Saucillo
- Surpampa
- Zapallay